# القرن 37 ق م
القرن السابع والثلاثون قبل الميلاد أو القرن 37 ق.م هو القرن  ما بين المدة الزمنية ل 3700 ق.م إلى 3601 ق.م حسب السنة الأرضية.

## احداث

خريطة الحضارة المينوسية من الحضارات التي بارزت في القرن 37 ق م.

## مصادر ومراجع

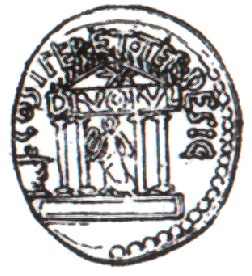
عملة أوغسطس 37 قبل الميلاد